# Arrivano i carri armati
Arrivano i carri armati (The Tanks Are Coming) è un film del 1951 diretto da Lewis Seiler.
È un film di guerra statunitense con Steve Cochran, Philip Carey e Mari Aldon. È ambientato in Francia durante la seconda guerra mondiale dopo lo sbarco in Normandia.

## Trama
Il 6 luglio 1944 nel settore di Saint-Lô inizia l'offensiva della 3ª Divisione corazzata americana. Apre la marcia un carro armato Sherman, comandato dal sergente Joe Davis, che però dopo poco viene colpito dal nemico. Il buon sergente, amato e apprezzato dai suoi carristi, muore. Col carro sostitutivo, giunge il nuovo comandante, il sergente Sullivan, che subito riesce antipatico ai soldati. Sullivan, tuttavia, conosce bene il proprio mestiere e lo dimostra, poco dopo, distruggendo un micidiale cannone Flak 88 tedesco. In un'azione successiva, quando salva da sicura morte il radiotelegrafista e cattura decine di tedeschi, ogni diffidenza è superata: si è conquistato la stima e l'affetto dei propri soldati. 
 
Con l'assegnazione di un nuovo tipo di carro armato, con coraggio e audacia, riesce ad aprire un varco nella Linea Sigfrido, rendendo così possibile l'avanzata degli Alleati verso la Germania. Ottiene la meritata promozione a sottotenente: tra le fatiche e i pericoli si è instaurato un sentimento di solidarietà tra il comandante e il suo equipaggio.

## Produzione
Il film, diretto da Lewis Seiler su un soggetto di Samuel Fuller, fu prodotto da Bryan Foy per la Warner Bros..
È stato girato nell'area militare di Fort Knox (Kentucky), nel giugno del 1951.
I carri armati, forniti dall' U.S. Army, furono principalmente gli M4 Sherman (anche in versione “recupero carri” e “bulldozer”) e il più potente M26 Pershing.

## Distribuzione
Il film fu distribuito con il titolo The Tanks Are Coming negli Stati Uniti dal 31 ottobre 1951 al cinema dalla Warner Bros.
Altre distribuzioni:
- nelle Filippine il 15 luglio 1952
- in Finlandia il 15 agosto 1952 (Salamahyökkäys)
- in Svezia il 21 agosto 1952 (Blixtoffensiv)
- in Francia il 14 novembre 1952 (Les tanks arrivent)
- in Portogallo il 19 maggio 1953 (Objectivo, Berlim)
- in Danimarca il 28 ottobre 1953 (General Pattons ståldrenge)
- in Brasile (Arrancada Final)
- in Italia (Arrivano i carri armati)
- in Belgio (La bataille des tanks)
- in Grecia (Ta tanks erhontai)

## Promozione
La tagline è: The Happy, Scrappy Story of those Hit-'Em-First Heroes!.